# Futami (Ehime)

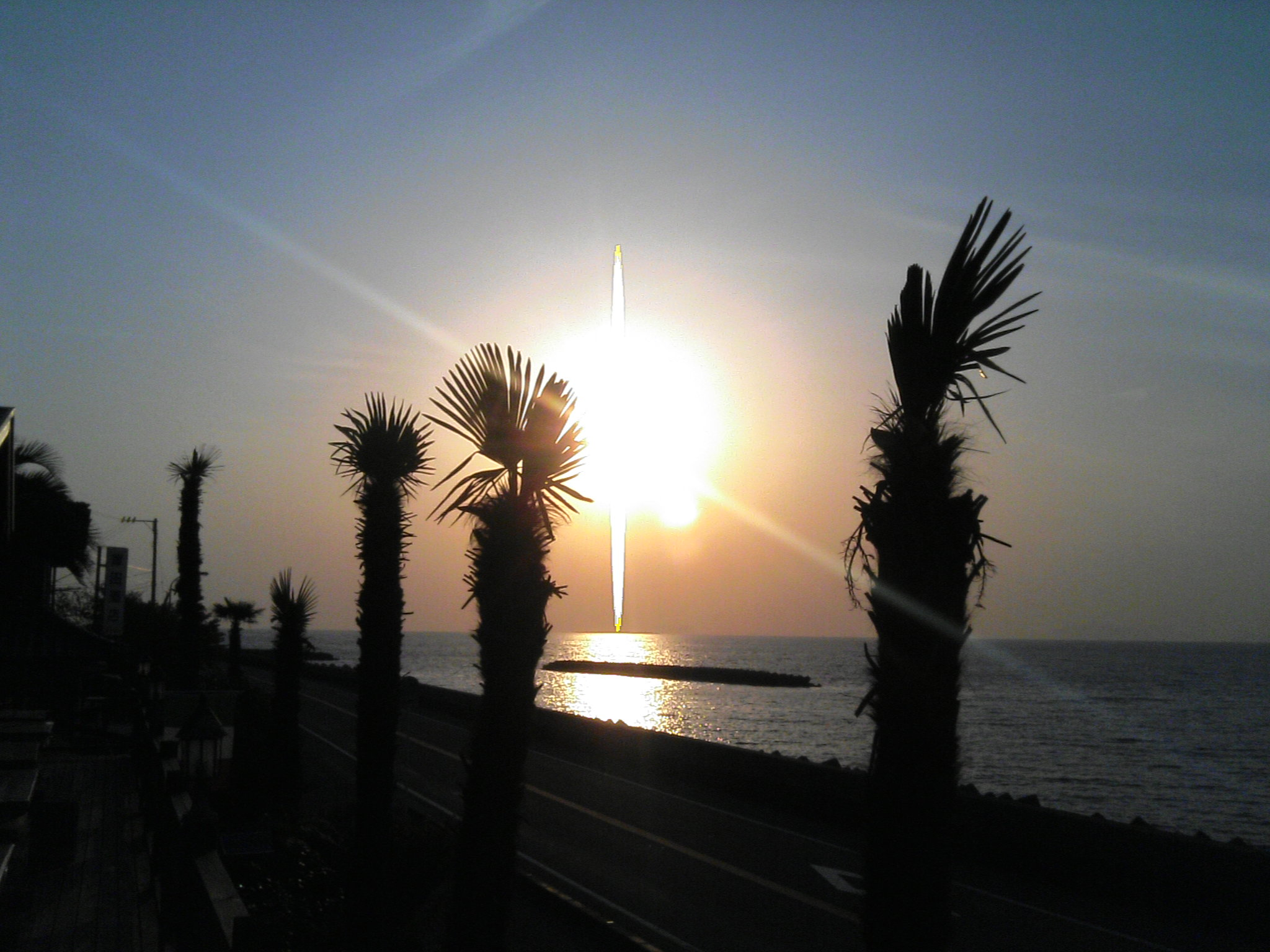
Atardecer en la costa del Pueblo de Futami.

El Pueblo de Futami (双海町 Futami-chō?) fue un pueblo del Distrito de Iyo en la Región de Chuyo (中予地方 Chūyo-chihō?) de la Prefectura de Ehime.

## Características
Se situaba en las costas del Mar Interior de Seto, en una zona en donde hay muy pocas islas, y dado que hacia el este no tiene zonas montañosas, su lema para promocionar el turismo fue "el pueblo donde el sol del atardecer se detiene".
Fue la más occidental de las localidades del Distrito de Iyo y limitaba con las ciudades de Iyo y Oozu; y los pueblos de Nakayama del Distrito de Iyo (en la actualidad parte de la Ciudad de Iyo), Nagahama del Distrito de Kita (actualmente es parte de la Ciudad de Oozu) y Uchiko.
Su costa se caracteriza por tener una pendiente muy abrupta debido a que la zona montañosa corre muy cercana a la costa. La ladera es propensa a sufrir desprendimientos, razón por la cual durante los tifones es habitual que el Circuito Costero (海岸回り Kaigan-mawari?) de la Línea Yosan (予讃線 Yosan-sen?) de la JR quede interrumpida.
La Estación de Shimonada (下灘駅 Shimonada-eki?) de la JR es conocida como la estación más cercana al mar de todo Japón.

## Origen del nombre
En 1955 al momento de fusionarse las dos localidades que formaron el pueblo, se eligió el nombre de Futami porque las dos localidades a fusionarse hacían referencia al mar en sus denominaciones.

## Historia
- Durante la Era Meiji se crean las villas de Kaminada (上灘村 Kaminada-mura?) y Shimonada (下灘村 Shimonada-mura?).
- 1908: el 30 de septiembre una parte de la Villa de Shimonada pasa a formar parte de la Villa de Mitsuho (満穂村 Mitsuho-mura?) del Distrito de Kita (en la actualidad es parte del Pueblo de Uchiko).
- 1921: el 3 de septiembre la Villa de Kaminada pasa a ser el Pueblo de Kaminada (上灘町 Kaminada-chō?).
- 1925: el 1° de abril una parte del Pueblo de Kaminada pasa a formar parte de la Villa de Minamiyamasaki (南山崎村 Minamiyamasaki-mura?) que en la actualidad es parte de la Ciudad de Iyo.
- 1955: el 31 de marzo se fusionan el Pueblo de Kaminada y la Villa de Shimonada, formando el Pueblo de Futami.
- 2005: el 1° de abril pasa a formar parte junto al Pueblo de Nakayama de la Ciudad de Iyo.